# وهم إذاعة الأفكار
وهم إذاعة الأفكار هو أحد أنواع الوهام يعتقد المصاب به أن الآخرين يمكنهم سماع أفكاره، على الرغم من النقص الواضح في الأدلة. يعتقد بعض الأشخاص أن أفكارهم يتم بثها عبر التلفزيون أو الراديو أو الإنترنت، وفي بعض الحالات قد يتجنبون التفاعل مع هذه الوسائط. عادةً ما يكون أحد أعراض اضطراب ذهاني مثل الفصام والاضطراب ثنائي القطب. يعتبر وهم إذاعة الأفكار وهمًا شديدًا ويؤدي إلى مضاعفات متعددة، بدءًا من انعدام الاستبصار وحتى العزلة الاجتماعية. يحدث هذا الوهم عادة مع أعراض أخرى ويعتبر نادرا. في إحدى الدراسات، على سبيل المثال، كان معدل انتشاره 6٪ بين الأفراد المصابين بالفصام.
يرتبط وهم إذاعة الأفكار بمشاكل السيطرة على الذات (القدرة على تمييز الذات عن الآخرين). يمكن علاج هذا النوع من الوهم باستخدام مضادات الذهان والعلاج النفسي. الوهم هو جزء من أعراض الفصام الأولى لشنايدر. يمكن تشخيص الحالة باستخدام DSM-5 أو ICD-11.

## تعريف
توجد تفسيرات مختلفة لوهم إذاعة الأفكار في الأدبيات، ولكن تم التعرف على ثلاثة تعريفات أساسية. بموجب التعريف الأول، يحدث هذا الوهم عندما يسمع الفرد أفكاره بصوت عالٍ. يشير هذا التعريف إلى أن الفرد يعاني من هلوسة سمعية. يتضمن التعريف الثاني شعور الفرد بأن أفكاره تهرب بصمت من عقله، دون أن يسمعها الآخرون بالضرورة. يتناقض هذا مع انسحاب الأفكار، وهي ظاهرة مماثلة، حيث تتبدد الأفكار بشكل سلبي إلى الخارج بدلاً من إزالتها بنشاط. يفترض التعريف الثالث والأخير أن بث الأفكار يحدث عندما يفكر الآخرون بالاتحاد مع الفرد، دون الحاجة إلى أن تكون الأفكار مسموعة. يعتبر هذا التعريف الأكثر أهمية.

## العلاج
الأفراد الذين يعانون من وهم إذاعة الأفكار لديهم عادةً قبول أقل للعلاج.قد يكون كل من الأدوية المضادة للذهان والعلاج النفسي، وخاصة العلاج السلوكي المعرفي، مفيدًا.في إحدى دراسات الحالة، ساعد العلاج السلوكي المعرفي وعلاج التعرض في تقليل الاقتناع باذاعة الأفكار بشكل كبير.في دراسة حالة أخرى، حيث أظهر الأفراد المصابون بالفصام أيضًا أعراض الوسواس القهري المصاحبة (OCS)، ساعد علاج هذه الأعراض في تقليل بث الأفكار. لا يؤثر هذا الوهم بشكل كبير على تشخيص المرضى المصابين بالذهان، على الرغم من أنه يُلاحظ في كثير من الأحيان في مرضى الفصام مع مآل سيئ.